# 塩田忠左衛門 (先代)
先代塩田 忠左衛門（しおた ちゅうざえもん、旧字体：鹽田 忠左衞門、1843年2月27日〈天保14年1月29日〉 - 1925年〈大正14年〉9月23日）は、日本の政治家、実業家、資産家、大地主、香川県多額納税者。衆議院議員（香川県第五区選出、当選1回）。西讃銀行取締役。族籍は香川県平民。

## 経歴
讃岐国三野郡仁尾村（現・香川県三豊市）に生まれた。忠左衛門の長男。早くから家庭の薫陶を受け、また金光寺信元に就いて漢籍を修めた。商業を営んだ。
1874年、三野郡仁尾村学務委員となり、それ以来仁尾村会議員、三野豊田郡地位等級会議員、香川県会議員、仁尾村勧業世話係、仁尾村第六聯合会長、仁尾村家の浦聯合会議員、仁尾尋常小学校建築委員長、仁尾村長等の各公職に就任。日本赤十字社に加盟して香川支部常議員、商議員を嘱託された。
1898年1月、西讃銀行取締役に当選した。同年8月、衆議院議員臨時総選挙の際、県下第5区より推されて当選した。

## 人物
香川県下有数の資産家であった。村及び郡に多額の寄付をして、金盃を下賜された。貴族院多額納税者議員選挙の互選資格を有した。

## 家族・親族
塩田家
香川県三豊郡仁尾町にある塩田忠左衛門の邸宅は屋号「松賀屋」と呼ばれ、明治時代の面影を今に伝えてきた。松賀屋は築100年以上の古民家で、仁尾町で醤油や茶を商い、さらに海運業や製塩業などで仁尾町に繁栄をもたらした。長らく空き家になっていたが、2012年、「松賀屋を再生し、観光の拠点を築きたい」と地域住民を中心とした「仁尾まちなみ創造協議会」が設立された。さらにその協議会のメンバー5人が2014年、一般社団法人「誇」を立ち上げ、松賀屋を購入し、管理を始めた。
- 父・忠左衛門（香川平民）[3][9]
- 弟・廣太郎（1850年 - ?、分家する）[3]
  - 同妻・ミツ（1860年 - ?、香川士族、徳田文蔵の二女）[11]
- 妻・カタ（1855年 - ?、香川平民、小野元治の二女）[3][9]
- 男・勉之助（1880年 - ?）[3][15]
- 三男・忠左衛門[3]（1882年 - 1963年、旧名・賢二郎[15]） - 仁尾塩田社長、仁尾町長を務めた。
  - 同妻・静枝（1891年 - ?、香川平民、原岡永江の長女）[3]
- 男・禎介（1883年 - ?）[3]
  - 同妻・益子（1894年 - ?、香川平民、藤村五郎の二女）[3]
- 甥・正太郎（1879年 - ?、分家する[9]、仁尾塩田取締役）
- 孫[3]

親戚
- 原岡永江（衆議院議員、農業） - 三男・賢二郎（忠左衛門）の妻の父である。